# Petúnia
Petúnia (Petunia) és un gènere de plantes cultivades originàries de l'Amèrica del Sud de la família de les Solanaceae o Solanàcies, que inclou el tabac, les patates i el tomàquet. Les flors tenen forma de trompeta i colors delicats. Les petúnies són flors de jardí molt populars.

## Origen del nom
El nom d'aquestes flors prové d'una corrupció francesa del mot "petun", que significa "tabac" en tupí-guaraní.

## Varietats

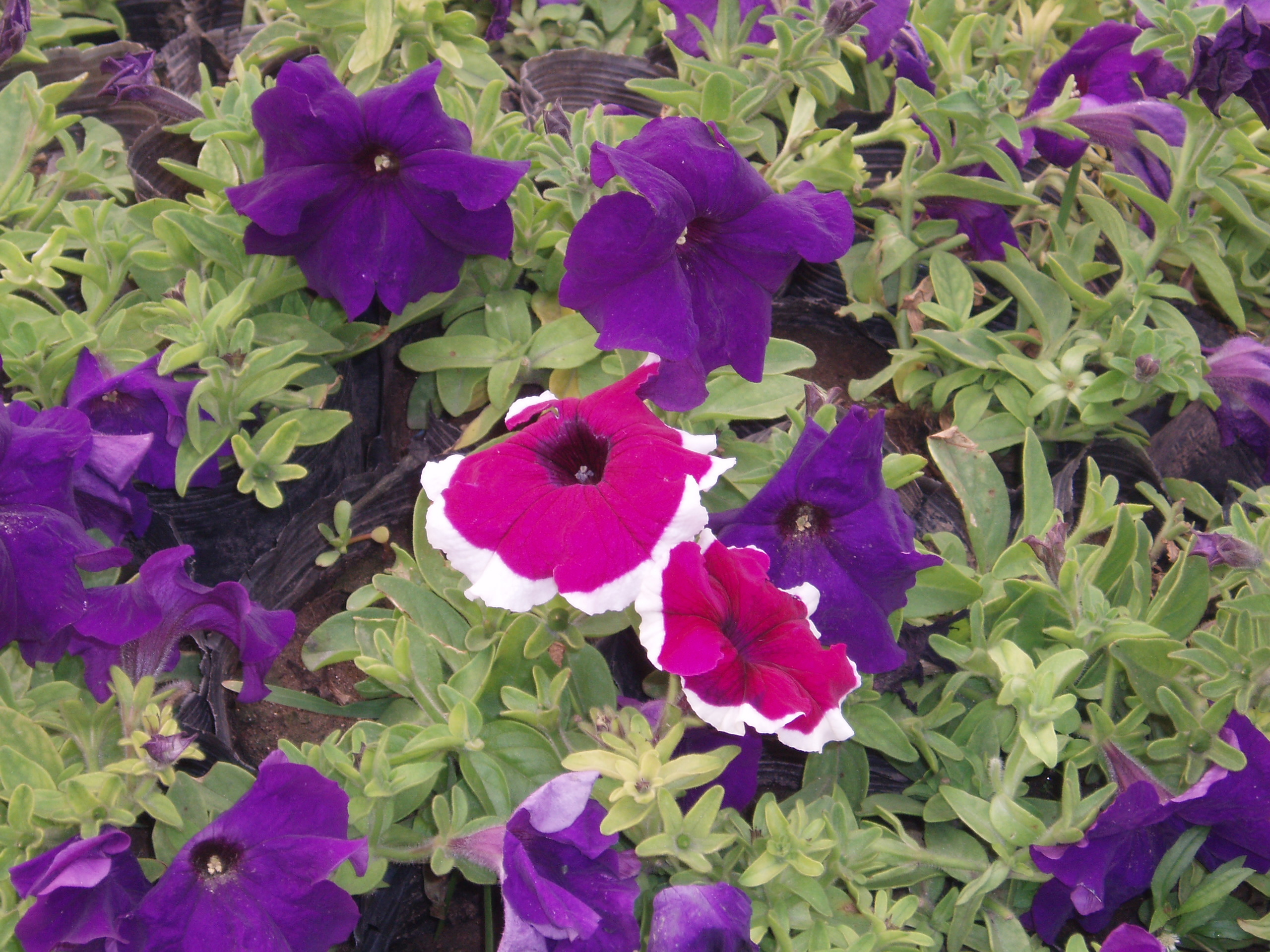
Petúnies morades i violetes

La majoria de les petúnies que hom veu als jardins són híbrides (Petunia x hybrida).
L'origen de la P. x hybrida rau en la hibridització entre la P. axillaris (la petúnia gran blanca) i la P. integrifolia (la petúnia lila).
- P. axillaris produeix flors qu'emeten olor al vespre. Les flors són de color blanc amb el tub del calze llarg i profund i l'obertura lleugerament aplanada. Aquesta espècie fou enviada de l'Amèrica del Sud a Paris per primera vegada el 1823.
- P. integrifolia té una tendència a formar mates, estenent les tiges verticalment. Les flors tenen una coloració que pot variar del morat al violeta. Fou descoberta a l'Amèrica del Sud per l'explorador James Tweedie, que va donar nom al gènere Tweedia després d'enviar espècimens d'aquesta petúnia al Jardí Botànic de Glasgow el 1831.[1]

## Biologia
Entre les petúnies hi ha tota mena de variacions de colors i formes tant a les formes híbrides, com a les de pol·linització oberta.
Alguns experts inclouen les plantes del gènere Calibrachoa en el gènere Petunia.
Les petúnies són generalment pol·linitzades per insectes, com el borinot gris que mostra una predilecció especial per aquestes flors. La sola excepció és la P. exserta, una espècie de petúnia vermella i rara que és pol·linitzada tan sols pels colibrís. La major part de les petúnies són diploides amb 14 cromosomes i són infèrtils quan es creuen amb altres espècies de petúnia.
Les fulles de Petunia constitueixen l'aliment d'algunes larves de lepidòpters, com les erugues de la papallona nocturna Melanchra persicariae i les del bufaforats Macroglossum stellatarum.

## Taxonomia
- Petunia alpicola L.B.Sm.& Downs
- Petunia altiplana T.Ando & Hashim.
- Petunia axillaris (Lam.) Britton et al.
- Petunia bajeensis T.Ando & Hashim.
- Petunia bonjardinensis T.Ando & Hashim.
- Petunia exserta Stehmann
- Petunia guarapuavensis T.Ando & Hashim.
- Petunia helianthemoides Sendtn.
- Petunia humifusa Dunal
- Petunia integrifolia (Hook.) Schinz & Thell.
  - Petunia integrifolia var. depauperata (R.E.Fr.) L.B.Sm.& Downs
  - Petunia integrifolia var. integrifolia
- Petunia interior T.Ando & Hashim.
- Petunia ledifolia Sendtn.
- Petunia littoralis L.B.Sm.& Downs
- Petunia mantiqueirensis T.Ando & Hashim.
- Petunia occidentalis R.E.Fr.
- Petunia patagonica (Speg.) Millán
- Petunia pubescens (Spreng.) R.E.Fr.
- Petunia reitzii L.B.Sm.& Downs
- Petunia riograndensis T.Ando & Hashim.
- Petunia saxicola L.B.Sm.& Downs
- Petunia scheideana L.B.Sm.& Downs
- Petunia surfinia
- Petunia variabilis R.E.Fr.
- Petunia villadiana Bárcena ex Hemsl.